# Гамма Овна
Гамма Овна (Gamma Arietis / γ Ari / γ Arietis) — тройная звезда в созвездии Овна, расположенная на расстоянии 164 световых лет от Земли.
Она также имеет традиционное название Мезартим, Mesartim or Mesarthim, неясного происхождения, и называлась «первая звезда Овна» как являющаяся когда-то самой близкой видимой звездой к точке равноденствия.
Система включает двойную звезду с компонентами, разделёнными угловым расстоянием 7,7 секунд дуги (различимо в маленьких телескопах). Оба компонента — белые звезды главной последовательности с видимыми звёздными величинами +4,75 и +4,83.
Более яркий компонент известен как γ² Овна, а более тусклый как γ¹ Овна. Орбитальный период этих двух компонент больше чем 5000 лет. Вокруг этой двойной звезды вращается третий компонент, γ Овна C, звезда с видимой звёздной величиной +9.6 спектрального класса K, расположенная на угловом расстоянии 221 угловых секунд.

## γ² Овна
γ² Arietis является переменной звездой, и её яркость варьирует с амплитудой 0,04 звёздной величины с периодом 2,61 дней.